# التحليل الطيفي للعزل الكهربائي

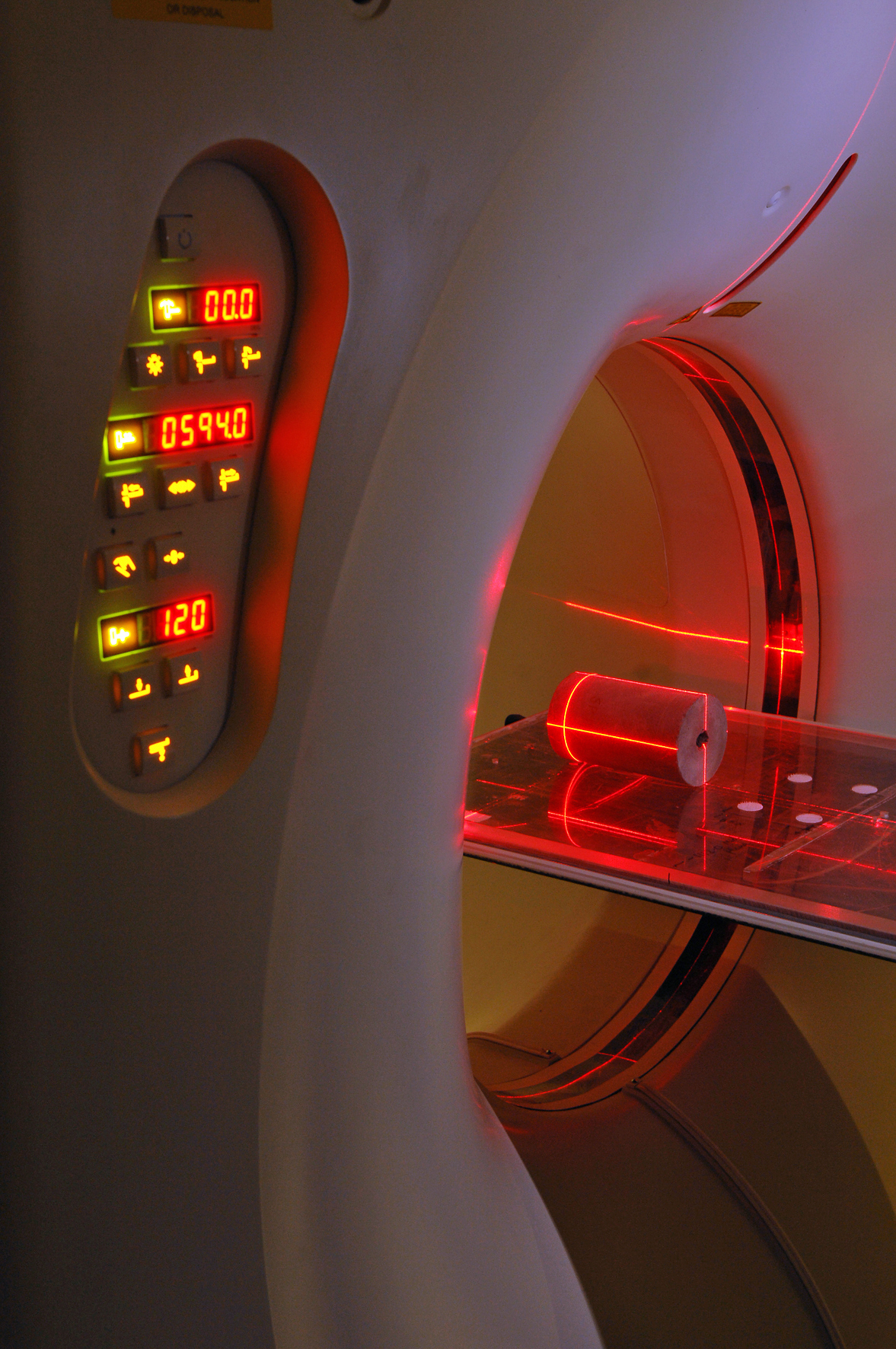

يقيس التحليل الطيفي للعزل الكهربائي (الذي يصنف فرعيًا تحت التحليل الطيفي للمعاوقة) خصائص العزل للوسط كدالة للتردد. يعتمد على تفاعل المجال الخارجي مع عزم ثنائي القطب الكهربائي للعينة، والذي يُعبر عنه غالبًا بـ«السماحية»، وهي كمية فيزيائية تصف تأثر عازل عند تعرضه لمجال كهربائي.
وهي أيضًا طريقة تجريبية لوصف الأنظمة الكهروكيميائية. تقيس هذه التقنية معاوقة النظام لترددات مختلفة، بمعنى آخر استجابة تردد النظام، بما في ذلك خصائص تخزين الطاقة وتبديدها. يُعبر غالبًا عن البيانات التي تم الحصول عليها بواسطة مطيافية المعاوقة الكهروكيميائية (إيه آي إس) بيانيًا في مخطط بود أو معيار نايكست.
الممانعة هي مقاومة تدفق التيار المتناوب (التيار المتردد) في النظام المركب. يشتمل النظام الكهربائي المركب غير الفعال على عناصر مبددة للطاقة (المقاومة)، وعناصر مخزنة للطاقة (المكثف). إذا كان النظام أوميًا بحتًا؛ فالمعاوقة للتيار المتناوب أو التيار المباشر (التيار المستمر) هي ببساطة المقاومة R. تظهر المواد أو الأنظمة التي تبدي مراحل متعددة (مثل المواد المركبة أو غير المتجانسة) عادة استجابة عازلة شاملة، إذ يكشف التحليل الطيفي للعزل عن وجود علاقة بين المعاوقة أو مقلوبها السماحية، والتردد في مجال التيار المتناوب.
يحلل نظام مطيافية المعاوقة الكهروكيميائية أي نظام فيزيائي-كيميائي تقريبًا، مثل الخلايا الكهروكيميائية، ومذبذبات الحزم الكتلية، وحتى الأنسجة البيولوجية التي تمتلك خصائص تخزين الطاقة وتبديدها. حجزت هذه التقنية لنفسها مكانًا في القمة على مدار السنوات القليلة الماضية، إذ تستخدم الآن على نطاق واسع في مجموعة واسعة من المجالات العلمية مثل اختبار خلايا الوقود، والتفاعلات الجزيئية الحيوية، والتوصيف البنيوي المجهري. غالبًا ما تكشف مطيافية المعاوقة الكهروكيميائية معلومات عن آلية تفاعل العملية الكهروكيميائية، فإذا هيمنت مراحل التفاعل المختلفة على ترددات معينة؛ يمكن أن تساعد استجابة التردد التي يظهرها تحليل مطيافية المعاوقة الكهروكيميائية في تعيين مرحلة محددة للسرعة.

## آليات العزل
يوجد عدد من آليات العزل الكهربائي المختلفة مرتبطة بالطريقة التي يتفاعل بها الوسط المدروس مع المجال الكهربائي المُطبّق. تتركز كل آلية عزل حول ترددها المميز الذي يعاكس الزمن المميز للعملية. يمكن تقسيم آليات العزل بشكل عام إلى عمليات استرخاء العازل والرنين. نبدأ بالترددات العالية الأكثر شيوعًا:

### الاستقطاب الإلكتروني
تحدث عملية الرنين في ذرة محايدة عندما يزيح المجال الكهربائي كثافة الإلكترون المحيطة بالنواة. تحدث هذا الإزاحة بسبب الاتزان بين قوى الاسترجاع والقوى الكهربائية. يمكن فهم الاستقطاب الإلكتروني عن طريق افتراض ذرة كنواة محاطة بسحابة كروية من الإلكترونات ذات كثافة شحنة موحدة.

### الاستقطاب الذري
يُرصَد الاستقطاب الذري عندما تغير نواة الذرة استجابتها للمجال الكهربائي. هذه هي عملية الرنين. الاستقطاب الذري جوهري لطبيعة الذرة وهو نتيجة لمجال كهربائي مطبق. يُعزى الاستقطاب الإلكتروني إلى كثافة الإلكترون وهو نتيجة لمجال كهربائي مطبق. الاستقطاب الذري صغير عادةً مقارنة بالاستقطاب الإلكتروني.

### الاسترخاء ثنائي القطب
ينشأ الاسترخاء ثنائي القطب من ثنائيات الأقطاب الدائمة والمستحثة المنحازة للمجال الكهربائي. يضطرب اتجاه الاستقطاب بالضوضاء الحرارية (التي تلغي انحياز موجهات ثنائي القطب من اتجاه المجال الكهربائي)، ويُحدد الوقت اللازم لاسترخاء ثنائي القطب بواسطة اللزوجة الموضعية. هاتان الحقيقتان تجعلان استرخاء ثنائي القطب يعتمد اعتمادًا كبيرًا على درجة الحرارة، والضغط، والمواد الكيميائية المحيطة.

### الاسترخاء الأيوني
يشتمل الاسترخاء الأيوني على استرخاء الموصلية الأيونية، والاسترخاء البيني، واسترخاء الشحنات الفراغية. تهيمن الموصلية الأيونية عند الترددات المنخفضة ولا تقدم سوى خسائر للنظام. يحدث الاسترخاء البيني عندما يتم حبس ناقلات الشحنة في واجهات الأنظمة غير المتجانسة. من التأثيرات المرتبطة «استقطاب ماكسويل-فاجنر-سيلارز»، إذ تُسد حاملات الشحنة على حدود الطبقات العازلة الداخلية (مقياس نصف مجهري) أو على الأقطاب الخارجية (تٌرى بالعين المجردة) مؤدية إلى فصل الشحنات. يمكن فصل الشحنات عبر مسافة معتبرة، لكنها تؤدي لخسارة العزل الكهربائي أكبر من الاستجابة الناتجة عن التقلبات الجزيئية.

### الاسترخاء العازل
الاسترخاء العازل هو نتيجة لحركة الأقطاب الثنائية (الاسترخاء ثنائي القطب)، والشحنات الكهربائية (الاسترخاء الأيوني) بسبب مجال متناوب مُطبق، ويُرصد عادةً في نطاق الترددات (102-1010) هيرتز. تكون آليات الاسترخاء بطيئة نسبيًا مقارنة بالتحولات الإلكترونية الرنانة أو الاهتزازات الجزيئية، والتي عادةً ما يكون تردداتها أعلى من (1012) هيرتز.

## التطبيقات
تُستخدم مطيافية المعاوقة الكهروكيميائية في مجموعة واسعة من التطبيقات، في صناعة الطلاء والتغطية أو التكسية، وهي أداة مفيدة للتحقق من جودة التكسية، ولاكتشاف وجود التآكل. يُستخدم في العديد من أنظمة المستشعرات الحيوية كتقنية خالية من الملصقات لقياس تركيز البكتيريا، ولاكتشاف مسببات الأمراض الخطيرة مثل الإشريكية القولونية، السلمونيلا، وخلايا الخميرة.
تُستخدم مطيافية المعاوقة الكهروكيميائية لتحليل وتوصيف المنتجات الغذائية المختلفة، مثل، تقييم تفاعلات الأغذية مع العبوات المخزنة فيها، وتحليل مكونات الحليب، وتوصيف وتحديد نقطة التجمد لمزيج الآيس كريم، وقياس تقادم اللحوم، التحقق من نضوج وجودة الفواكة، وتحديد حموضة زيت الزيتون.
تُعرف مطيافية المعاوقة الكهروكيميائية في مجال مراقبة صحة الإنسان باسم تحليل المعاوقة الكهربائية البيولوجية، وتستخدم لتقدير مكونات جسم الإنسان، بالإضافة إلى معايير مختلفة مثل إجمالي مياه الجسم، وكتلة الدهون في الجسم. يمكن استخدام التحليل الطيفي للمعاوقة الكهروكيميائية للحصول على استجابة التردد للبطاريات. تعتمد المستشعرات الطبية الحيوية العاملة في نطاق الموجات الصغروية على التحليل الطيفي للعزل الكهربائي للكشف عن التغيرات في الخواص العازلة في نطاق ترددي معين.